# Adejeania grandis
Adejeania grandis là một loài ruồi trong họ Tachinidae.